# Live Wire (Mötley Crüe)
Live Wire è il singolo di debutto dei Mötley Crüe, tratto dal loro album del 1981 Too Fast for Love.
Il video del singolo fu diretto dagli stessi membri della band, e durante la registrazione la gamba di Nikki Sixx prese fuoco. Nel mese di maggio del 2006 il brano omonimo fu inserito alla posizione #17 del sito VH1 nella lista delle più belle canzoni Heavy metal di sempre.

## Tracce
1. Live Wire – 3:14
2. Take Me to the Top
3. Merry-Go-Round

## Formazione
- Vince Neil – voce
- Mick Mars – chitarra
- Nikki Sixx – basso
- Tommy Lee – batteria